# 特异荡镖水蚤
特异荡镖水蚤（学名：Neutrodiaptomus incongruens）为镖水蚤科荡镖水蚤属的动物，是中国的特有物种。分布于广东、福建、江西、湖南、浙江、江苏、上海等地，常栖息于湖泊以及河流和池塘中。